# Fortaleza de Gwalior
La fortaleza de Gwalior es una fortificación cerca de Gwalior, Madhya Pradesh, India. Con murallas de 11 metros, ocupa una área de 3 km² sobre un peñón de arenisca y basalto de 2.4 km de largo y una anchura media de unos 275 m en la cordillera de Vindhya, en el centro geográfico del país.
La mayor parte del complejo se construye a partir del siglo VIII y su configuración actual se debe principalmente al rajá Man Singh Tomar.
La fortaleza contiene varios templos y palacios, entre los cuales destacan dos, ambos construidos por orden de Man Singh Tomar: la ciudadela, Man Mandir, construida entre 1486 y 1517, y el Gurjari Mahal, a menor altura, aunque dentro del complejo fortificado.
Tenía una guarnición de hasta 15 000 hombres.

## Historia

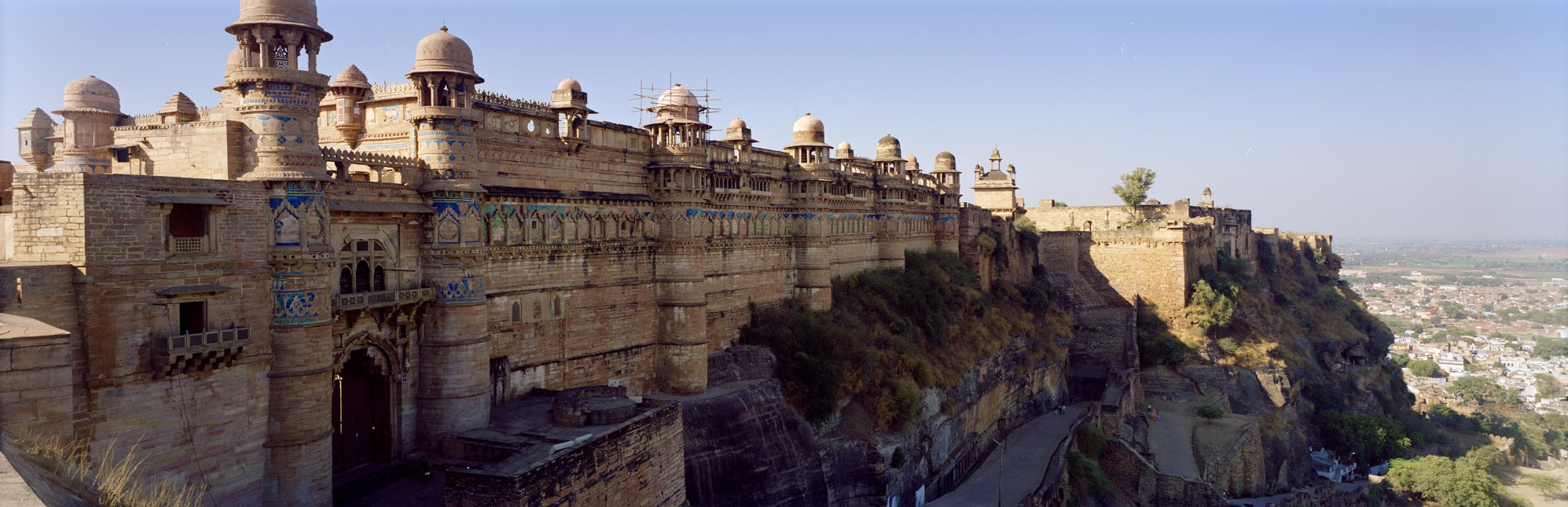
Vista panorámica

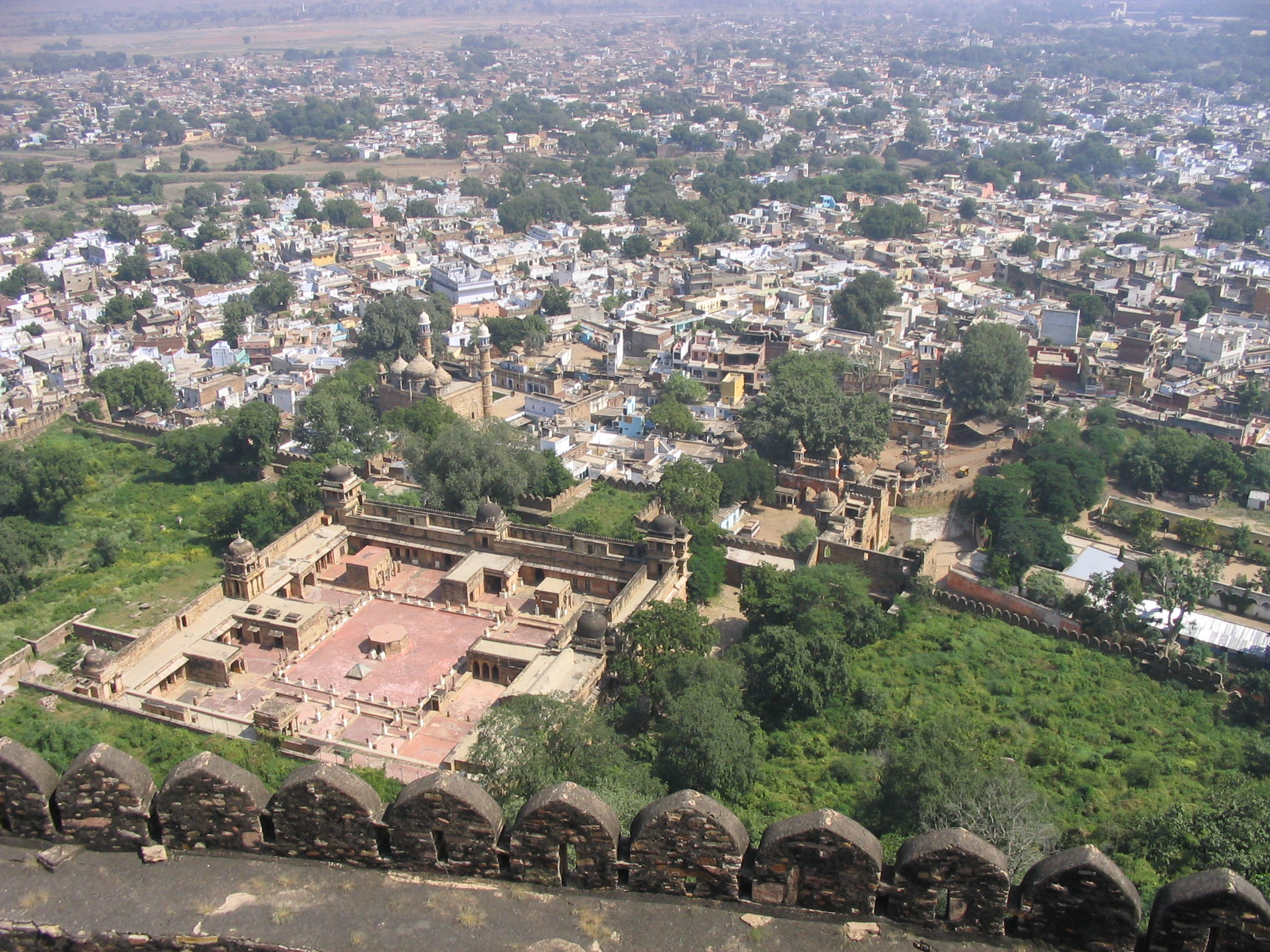
Vista, desde lo alto de la fortaleza, del palacio de Gurjari Mahal y la ciudad de Gwalior al fondo.

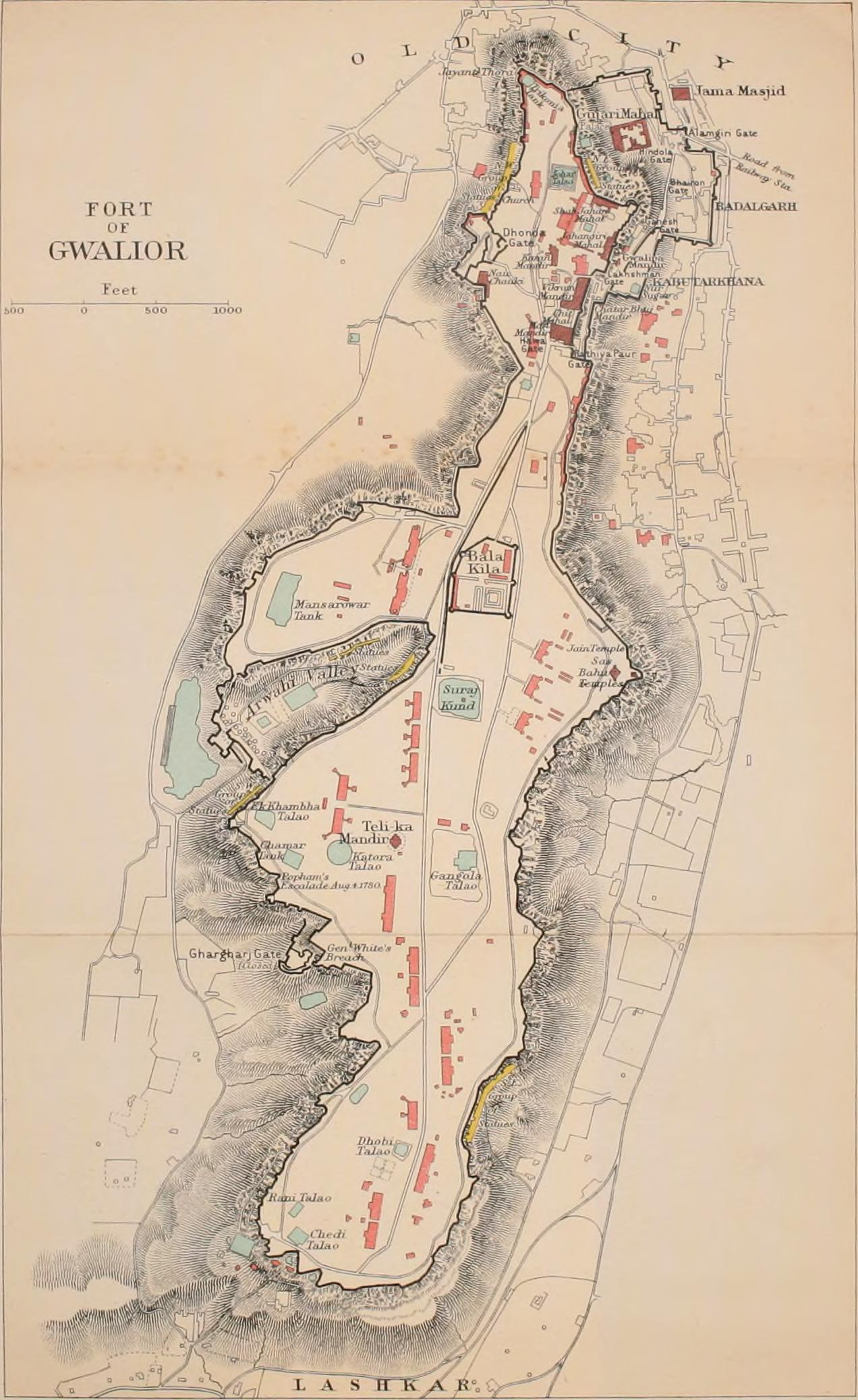
Plano de la fortaleza en 1910.

La primera referencia de una fortaleza sobre el peñón es del año 525.
Tras la Rebelión de 1857 de los cipayos al servicio de la Compañía Británica de las Indias Orientales, la raní de Jhansi, Lakshmibai, considerada por sir Hugh Rose —el futuro comandante en jefe del Ejército Indio Británico— la «mejor y más valiente de los líderes rebeldes» capturó la fortaleza en mayo-junio de 1858. Murió el 17 o el 19 de junio de 1858 tras la captura de la fortaleza por los británicos.

## Galería de imágenes

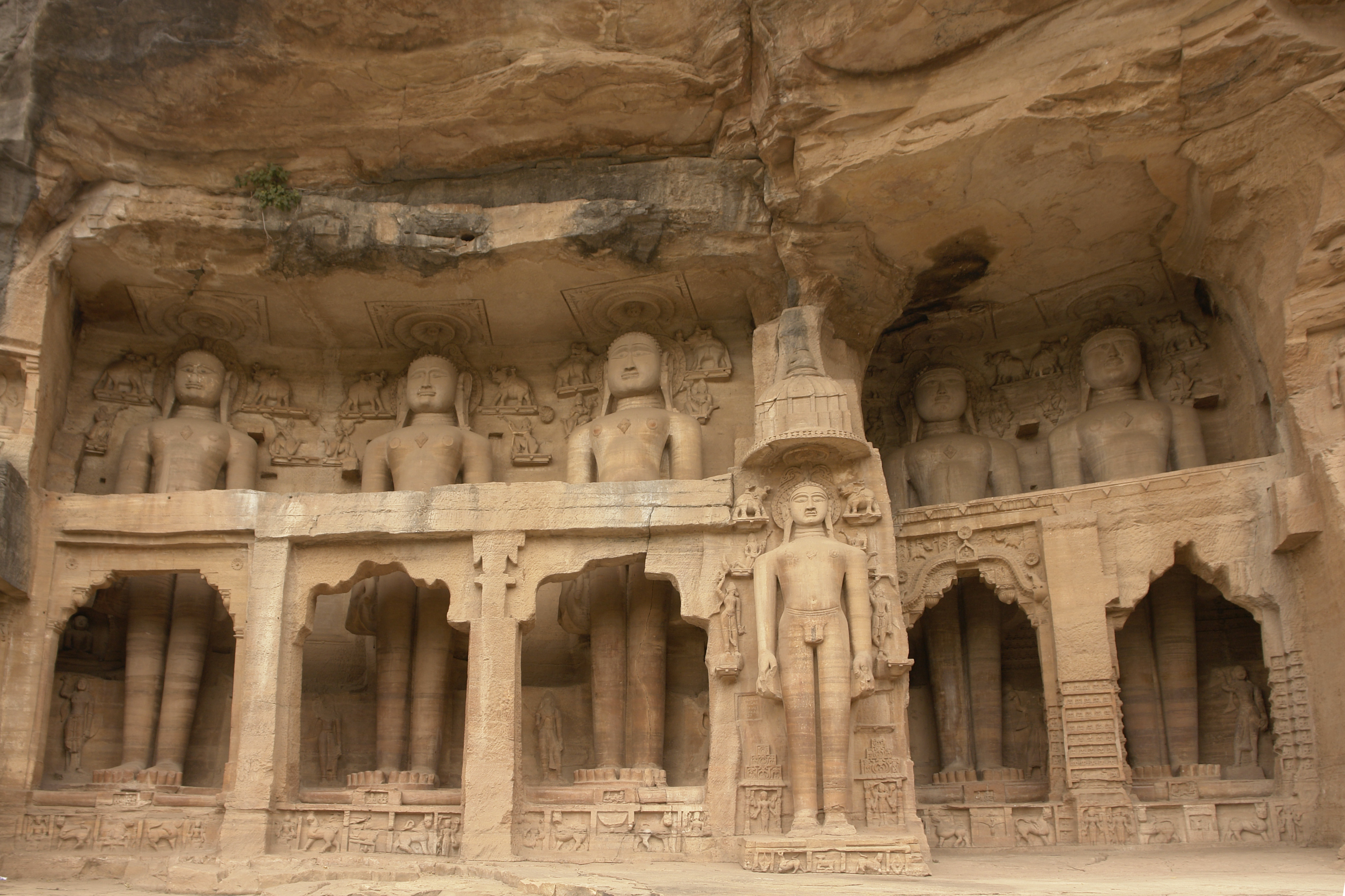
Estatuas talladas en la roca del templo Jain
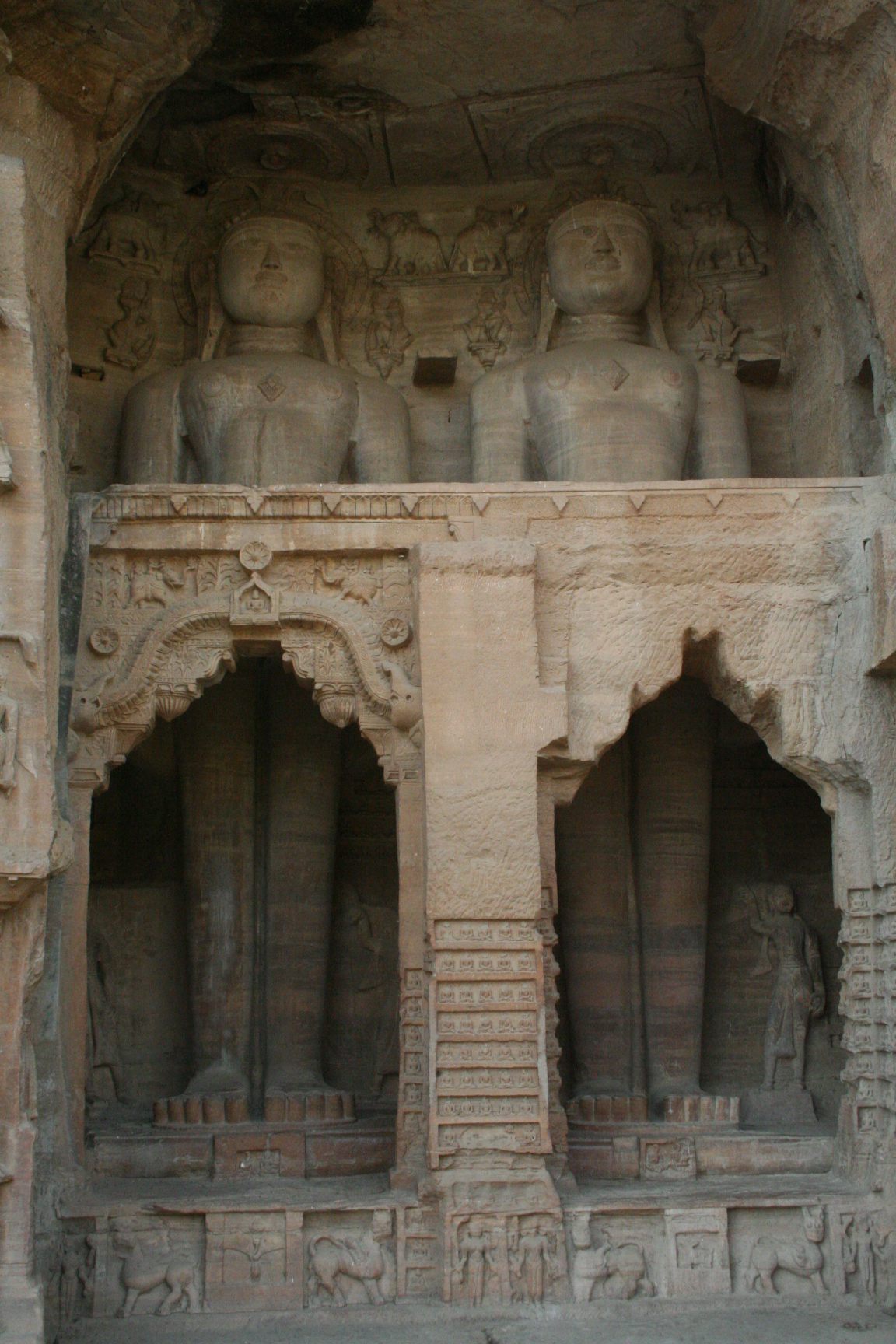
Estatuas talladas en la roca del templo Jain, cerca de la puerta de Urwai
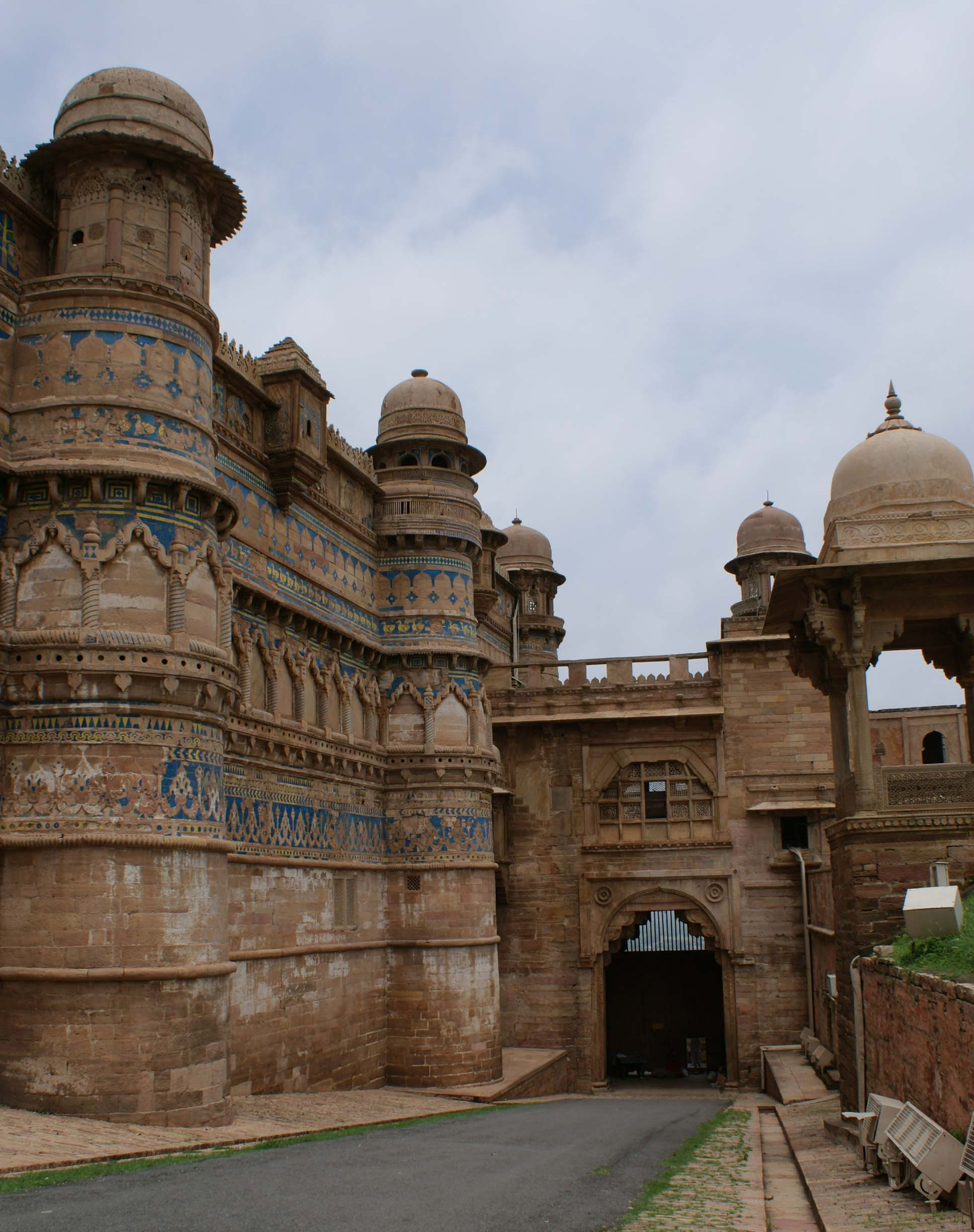
Vista de la puerta principal, Hathi Pul, o puerta del Elefante.
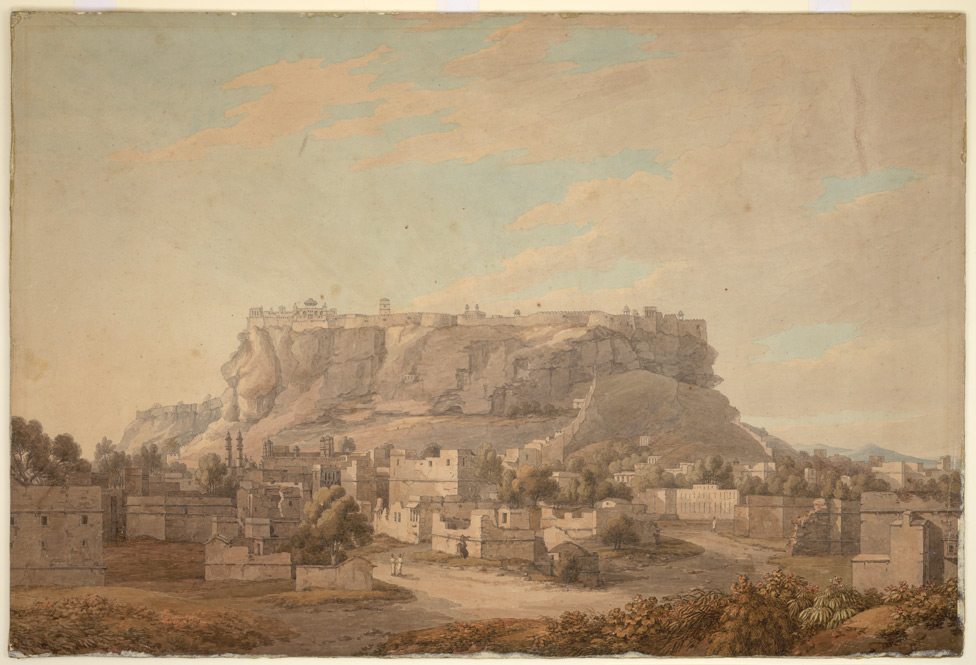
Vista del fuerte de Gwalior desde el noroeste, 1790
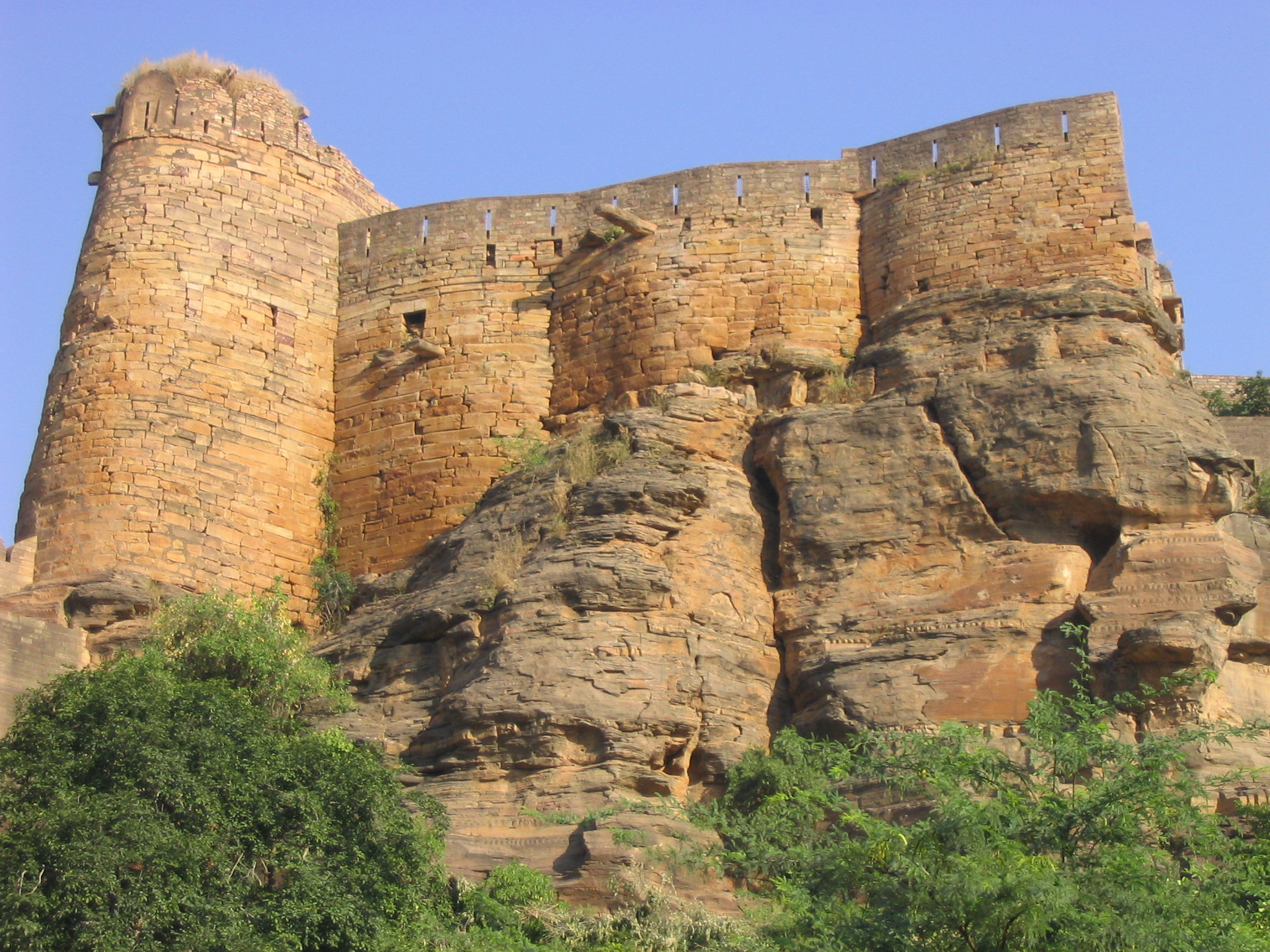
Bastiones del fuerte
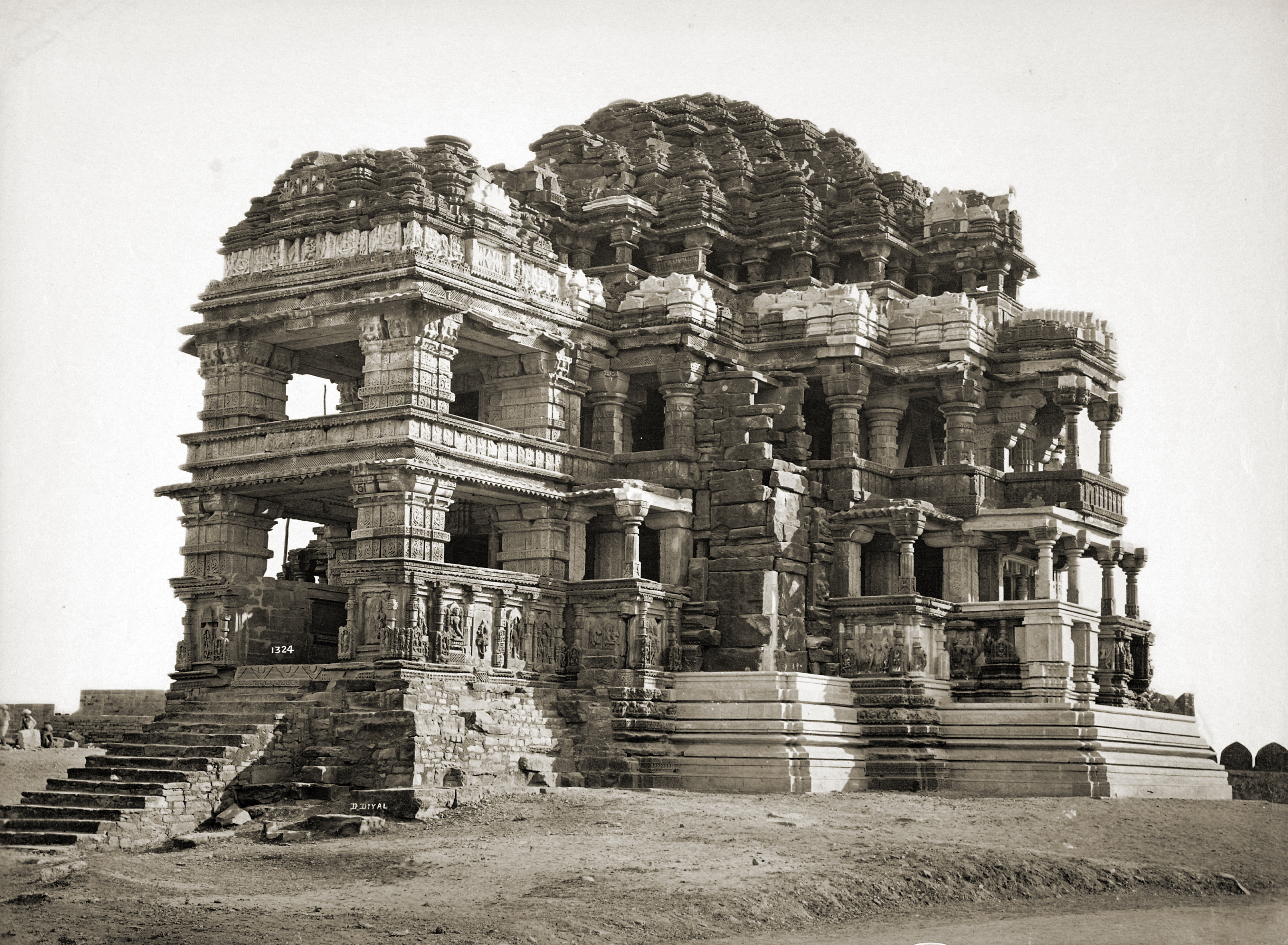
Templo Sas-Bahu
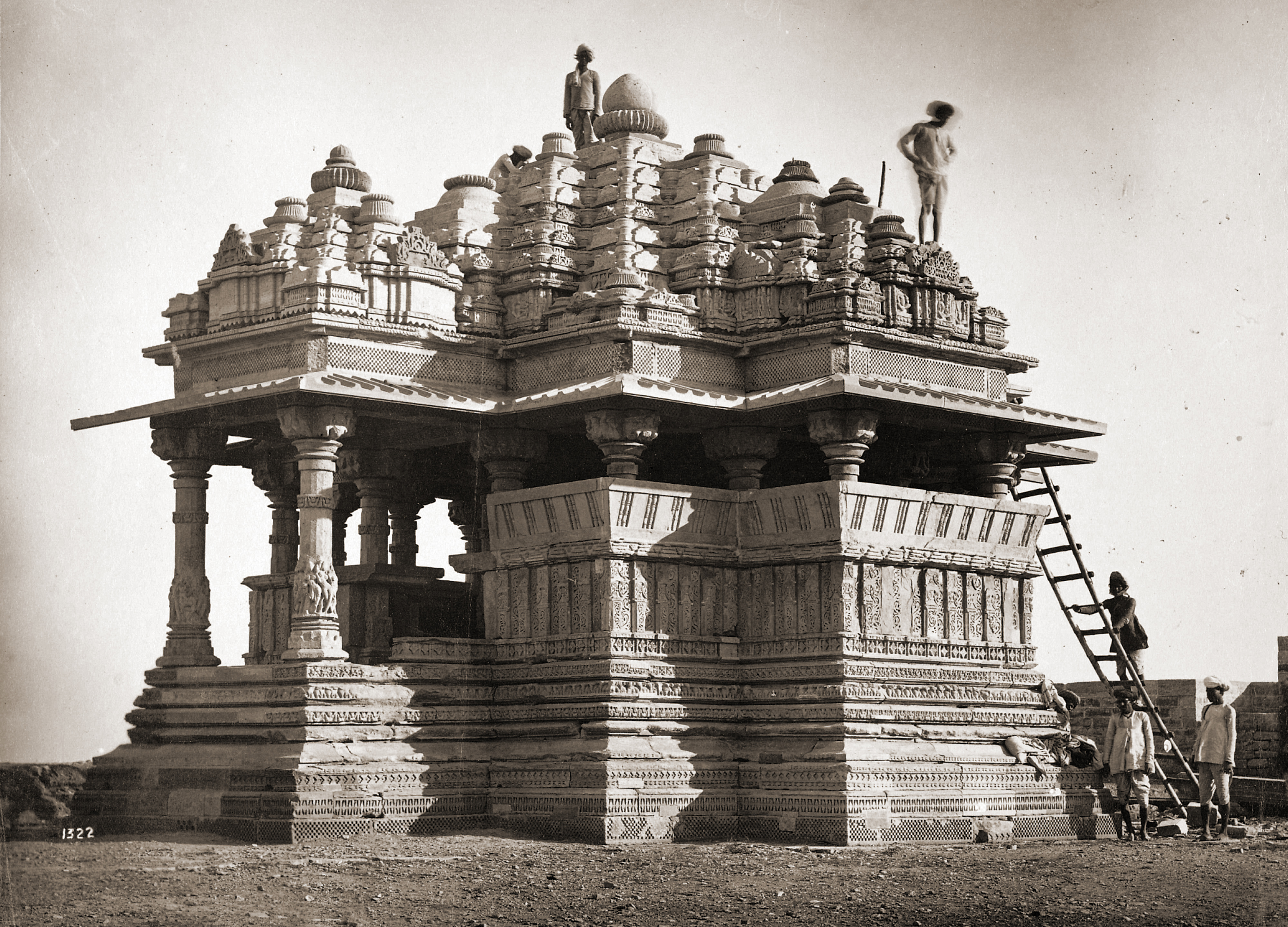
Pequeño templo
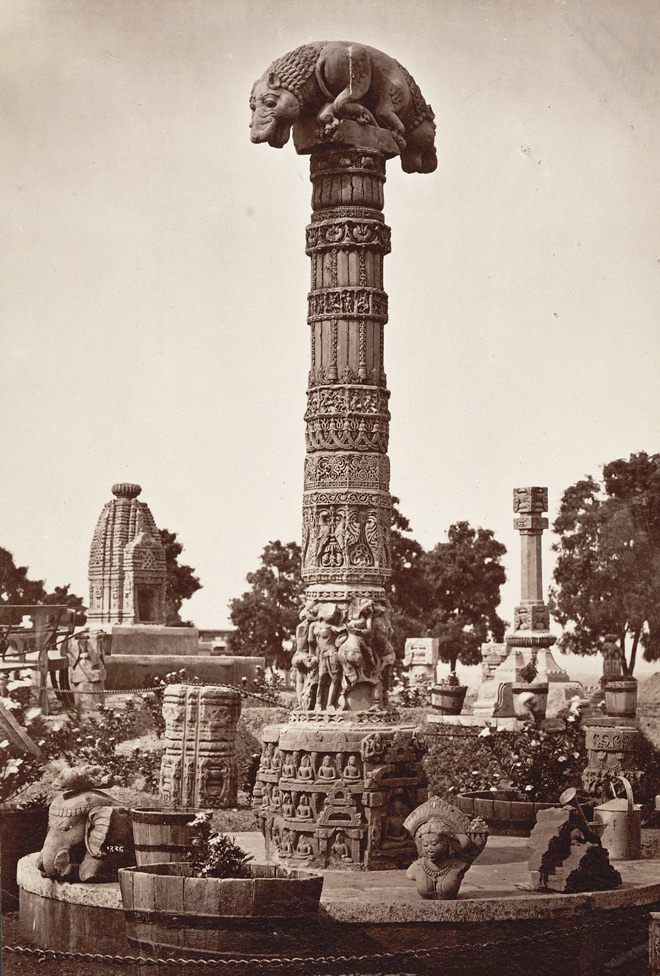
Esculturas
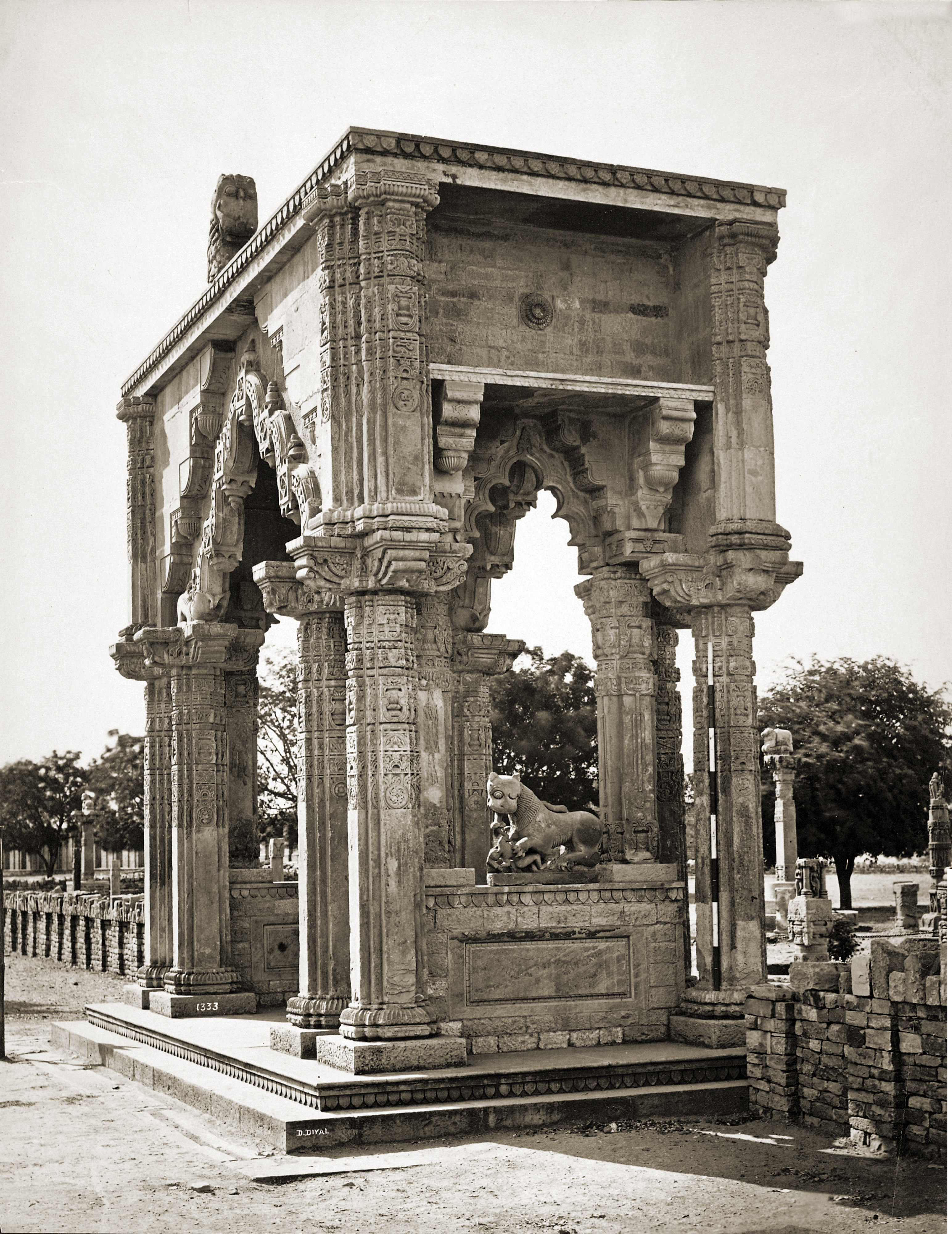
Puerta de Teki Mandir
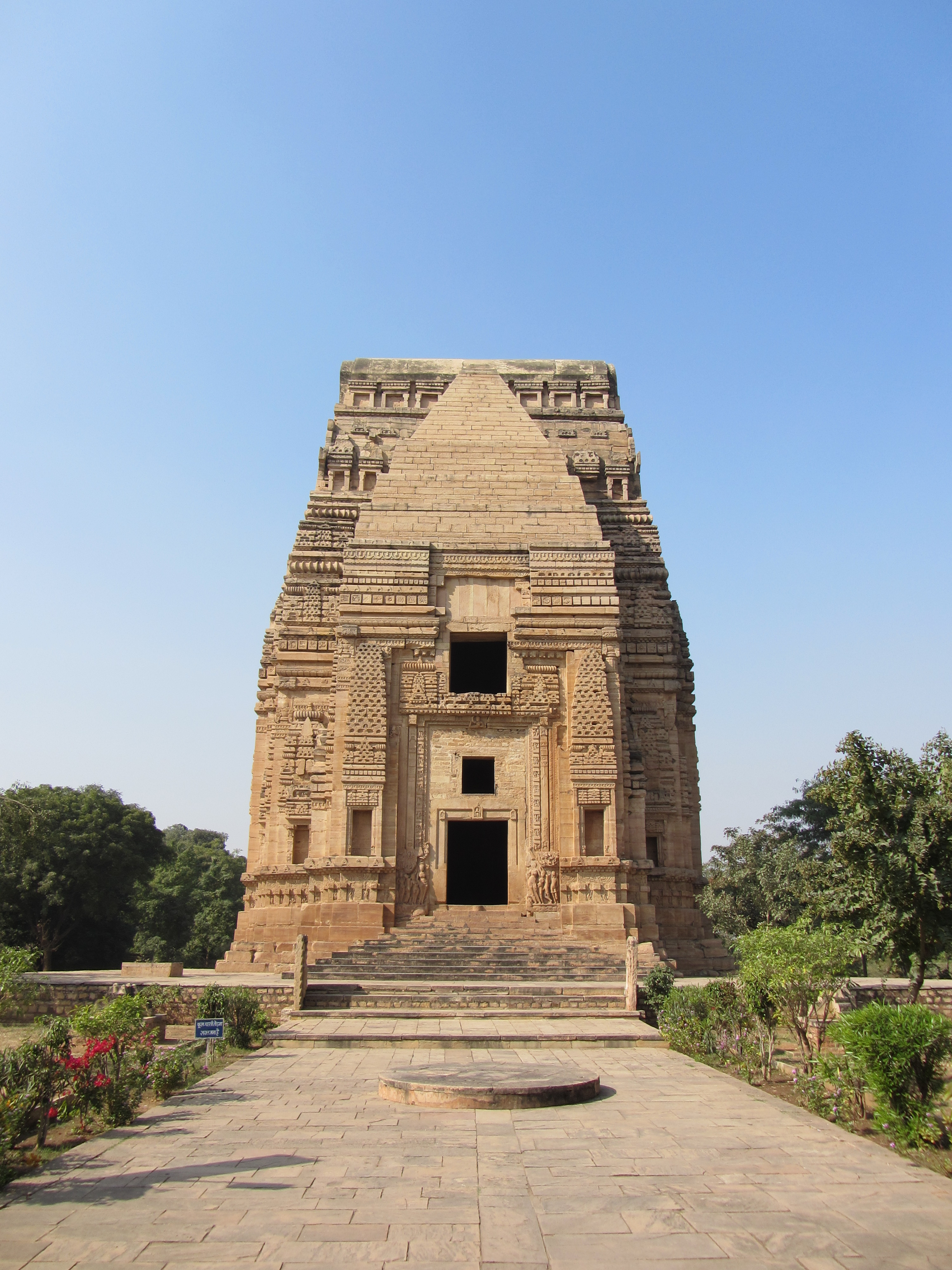
Vista frontal del Teli ka Mandir